# 胡玫
胡玫（1958年9月2日—），女，江苏徐州人，中国大陆导演，中国电影集团一级导演，现任全国人大代表、全国文联委员、中国电视艺术家协会副主席。

## 生平
1982年毕业于北京电影学院导演系。

## 家庭
前夫是导演苏舟，现夫是何新。 父亲胡德风是八路军文艺兵，后任总政治部文工团歌舞团团长。哥哥胡琤亦常参加电视剧制作，并担任《曹操》一剧的导演（胡玫为该剧总导演）。

## 奖项
- 导演的电影《女儿楼》，1985年被中国电影家协会、中国电影报评为全国十佳影片。
- 导演的电影《远离战争年代》，1988年获苏联第10届亚非拉国际电影节银奖。1989年获意大利第32届萨尔索国际电影节评委会特别奖。
- 1987年获中国电影家协会、当代电影杂志、中国电影报三家联合评出的“中国十大青年导演”称号。
- 1990年获法国政府颁发的国家奖学金。
- 1998年被评为中国十大优秀女导演，双十佳电视剧导演。
- 导演的电视剧《雍正王朝》，1999年获飞天奖、金鹰奖，五个一工程奖，优秀电视剧奖。
- 导演的电视剧《忠诚》，获2001年度飞天奖，优秀电视剧二等奖，五个一工程奖。
- 导演的电视剧《香樟树》，获2005年飞天奖优秀电视剧奖。
- 导演的电视剧《汉武大帝》，2005年8月获2005年飞天奖优秀电视剧奖，同时胡玫获飞天奖最佳导演一等奖。
- 2005年9月26日，获得大众电视2005“双十佳”导演奖。
- 2008年10月，被中国广播电视协会评为中国电视剧辉煌30年最具影响力导演之一。
- 2011年，电影《孔子》获得中国电影华表奖“最优合拍片奖。”

## 娱乐圈潜规则事件
2007年末，男演员丁军在博客上发表过多篇有关何新和胡玫的文章，《胡玫的封建核心与何新的专制狐媚》讽刺了这两口子以艺术为幌子合伙谄媚权贵，而《我曾经被导演胡玫潜规则过!》一文更是引起了娱乐圈的轩然大波。胡玫和何新随之发表声明要和丁军打名誉官司。此事后来无疾而终，但却成为娱乐圈影视圈以及曲艺界调侃的素材。有内幕知情者透露，这个事件可能是丁军妻子武丹丹与演员王子文以及作家王朔的官司纠纷的附属产物。

## 作品
| 拍摄日期 | 首映日期 | 播出     | 类型   | 剧名             | 职务               | 备注               |
| -------- | -------- | -------- | ------ | ---------------- | ------------------ | ------------------ |
| 1984年   |          | 中国大陆 | 电影   | 《女儿楼》       | 导演               |                    |
| 1986年   |          | 中国大陆 | 电影   | 《远离战争年代》 | 导演               |                    |
| 1988年   |          | 中国大陆 | 电影   | 《无枪枪手》     | 导演               | 八一电影制片厂摄制 |
| 1989年   |          | 中国大陆 | 电视剧 | 《新兵小传》     | 制片人             | 喜剧               |
| 1989年   |          | 中国大陆 | 电视剧 | 《姊妹迷踪》     | 制片人             |                    |
| 1990年   |          | 中国大陆 | 电影   | 《江湖八面风》   | 导演               | 青年电影制片厂摄制 |
| 1991年   |          | 中国大陆 | 电影   | 《鹭岛情》       | 导演               |                    |
| 1992年   |          | 中国大陆 | 电影   | 《都市枪手》     | 导演               |                    |
| 1993年   |          | 中国大陆 | 电视剧 | 《无尽的爱》     | 导演               |                    |
| 1993年   |          | 中国大陆 | 电视剧 | 《雾宅》         | 制片人             |                    |
| 1994年   |          | 中国大陆 | 电视剧 | 《昨夜长风》     | 编剧、导演         | 福建电视台出品     |
| 1995年   |          | CCTV     | 电视剧 | 《女飞行师长》   | 导演               | 上、下集           |
| 1997年   |          | CCTV     | 电视剧 | 《雍正王朝》     | 总导演             |                    |
| 2000年   | 2001年   | 中国大陆 | 电视剧 | 《忠诚》         | 导演、制片人       |                    |
| 2002年   | 2002年   | 中国大陆 | 电影   | 《芬妮的微笑》   | 导演               |                    |
| 2003年   | 2004年   | CCTV—1   | 电视剧 | 《汉武大帝》     | 总导演、执行制片人 |                    |
| 2004年   |          | CCTV     | 电视剧 | 《香樟树》       | 导演               |                    |
| 2005年   |          | CCTV     | 电视剧 | 《乔家大院》     | 导演               |                    |
| 2007年   | 2008年   | 中国大陆 | 电视剧 | 《浴血坚持》     | 导演               |                    |
| 2008年   |          | 中国大陆 | 电视剧 | 《望族》         | 总导演             |                    |
| 2008年   |          | 中国大陆 | 电视剧 | 《晋阳老醋坊》   | 总导演             |                    |
| 2009年   |          | 中国大陆 | 电影   | 《孔子》         | 导演               |                    |
| 2010年   | 2011年   | 中国大陆 | 电视剧 | 《开天辟地》     | 导演               |                    |
| 2011年   | 2012年   | 中国大陆 | 电视剧 | 《盖世英雄曹操》 | 总导演             |                    |
|          | 2015年   | 中国大陆 | 电视剧 | 《大江东去》     | 总导演             |                    |
|          | 2018年   | 中国大陆 | 电影   | 《进京城》       | 导演               |                    |